# Лида
Лида (на беларуски: Ліда; на литовски: Lyda; на полски: Lida; на руски: Лида) е град в Беларус, административен център на Лидски район. Населението на града е 101 616 души (по приблизителна оценка от 1 януари 2018 г.).

## История
За пръв път селището е упоменато през 1323 година.

## География
Градът се намира на 158 метра надморска височина, релефът му е равнинен.

## Побратимени градове
- Кошалин, Полша
- Гревесмюлен, Германия
- Силистра, България
- Димитровград, Русия